# Аквітанія
Аквіта́нія (фр. Aquitaine фр.: [akitɛn] ( прослухати); окс. Aquitània [akiˈtanjɔ]; баск. Akitania; пуат.-сент. Aguiéne; лат. Aquitania), заст. Guyenne або Guienne (окс. Guiana) — історична провінція Французького королівства та колишній регіон (з 1 січня 2016 року у складі регіону Нова Аквітанія) на південному заході сучасної Франції, обмежена Біскайською затокою на заході, Піренеями на півдні, річкою Луара на півночі і Роною на сході. 
Столиця регіону — Бордо. Площа регіону 41 300 км². 
Складається з департаментів Дордонь, Жиронда, Ланди, Ло і Гаронна, Атлантичні Піренеї.

## Історія
Вперше згадується Цезарем (I століття до н. е.) як частина Галлії, розташована між Піренеями та річкою Гаронною, населена іберійськими племенами.
У Римській імперії в період правління Октавіана Августа (27 до н. е. — 14 н. е.) Аквітанія була імператорською провінцією, що включала територію між р. Луарою і Піренеями; за адміністративною реформою Діоклетіана (284—305) була розділена на 3 провінції:
- Aquitania prima (північний схід)
- Aquitania secunda (північний захід)
- Aquitania Novempopulana («дев'яти народів») або Aquitania tertia — найпівденніша частина, із значною часткою баскського населення.

Під час розпаду Римської імперії Аквітанія була захоплена вестготами, що заснували в 418 році в Південній Галлії вперше на території Західної Римської імперії варварське королівство з центром у Тулузі. Це королівство окрім Аквітанії охоплювало також частину Іспанії.
У 507 році після битви при Вує (фр. Vouillé) в результаті багаторічних війн відійшла до франків на чолі з Хлодвігом і стала герцогством у складі Франкської держави.
У 670 році в Аквітанії утвердилася влада герцогів, владу та самостійність яких зміг зламати лише Карл Великий у 769 році.
У VIII столітті до Аквітанії дійшли маври, але незабаром були вигнані, і з 778/781 по 877 Аквітанія без Гасконі — королівство, васальне Каролінгам, а потім знову герцогство з якого виділилися Тулузьке графство та Септиманія. Врешті Аквітанія дісталася графам Пуату, які в 1058 році підкорили і Гасконь.
У 1137 році Алієнор Аквітанська, спадкоємиця останнього герцога Аквітанії, вийшла заміж за французького короля Людовика VII, у зв'язку з чим Аквітанія була приєднана до володінь французької корони. У 1154 році в результаті другого шлюбу Елеонори з Генріхом Плантагенетом (1152) Аквітанія відійшла до Англії. У 1259 році за Паризьким договором було визнано, що Аквітанія — це володіння англійської корони.
З XIII століття назву Аквітанія витіснило найменування Гуйен (Guyenne). У XII–XV століттях вона періодично знаходилася під владою англійських королів, у 1453 році була остаточно повернена Франції. У XVII–XVIII століттях входила до складу губернаторства Гуйен і Гасконь (центр — Бордо), що перестало існувати з введенням в ході Великої французької революції поділу на департаменти.

## Населення
- 1986 — 2 718 000 осіб.
- 2002 — 2 966 556 осіб.

## Промисловість
Червоні вина (Margaux, St. Julien) виробляються в районі Медок, що межує з Жирондою.